# Cyclosa cylindrifaciens
Cyclosa cylindrifaciens là một loài nhện trong họ Araneidae.
Loài này thuộc chi Cyclosa. Cyclosa cylindrifaciens được miêu tả năm 1927 bởi Hingston.